# Flutkatastrophe im Jemen 2008

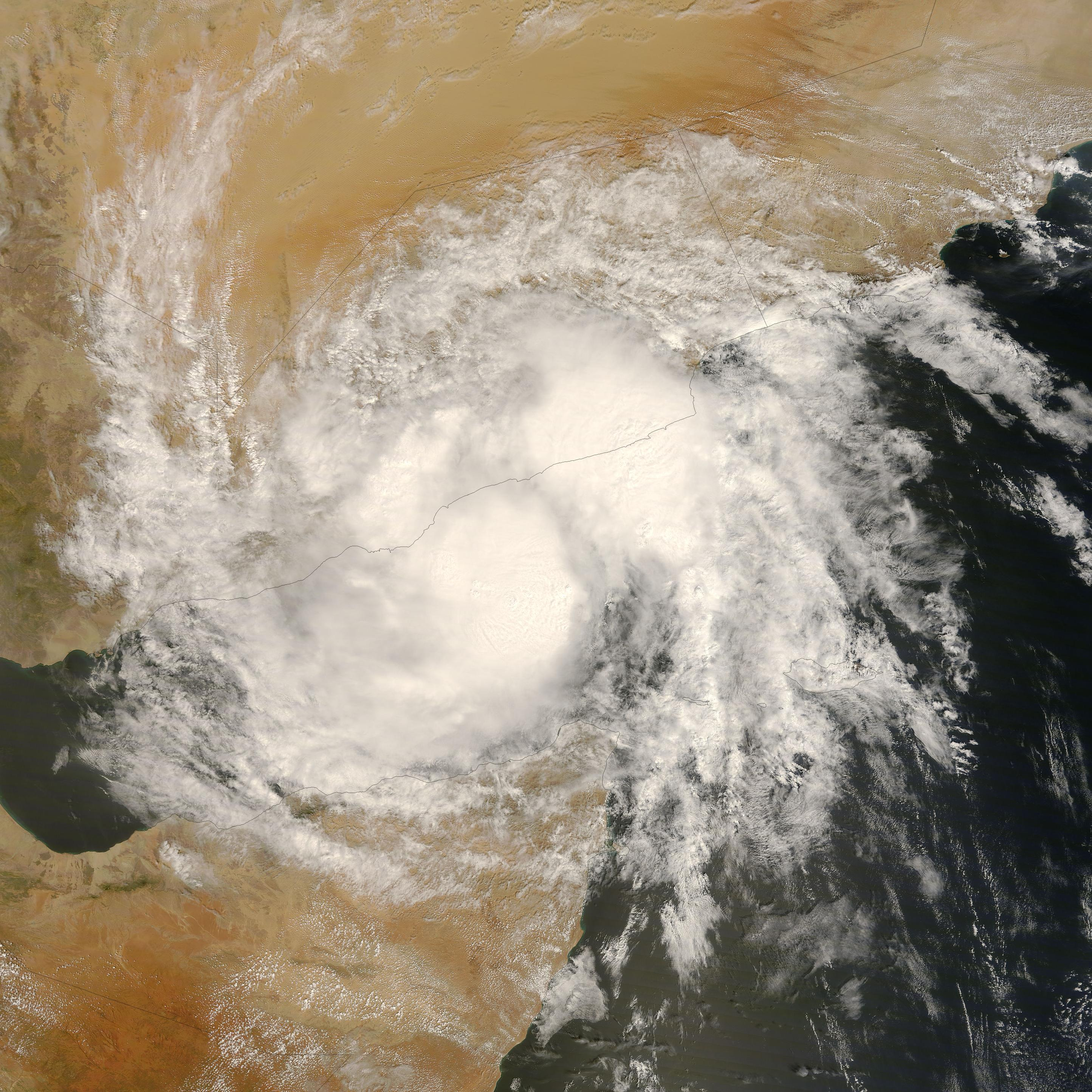
Das Resttief der Deep Depression ARB 02 über dem Golf von Aden.

Die Flutkatastrophe im Jemen 2008 war ein Überschwemmungsereignis, das mit Starkregenfällen während der Zyklonsaison im Nordindik 2008 am 23. Oktober seinen Anfang nahm. Die auf ein tropisches Tiefdruckgebiet folgenden Unwetter verursachten schwere Überschwemmungen, in deren Verlauf mindestens 180 Personen den Tod fanden, und die mehr als 20.000 Menschen zur Flucht veranlassten.
Die Gouvernements Hadramaut, Lahidsch, al-Mahra und Taʿizz waren die am stärksten betroffenen Regionen des Jemen und die meisten der Opfer entfielen auf Hadramaut.

## Einzelheiten

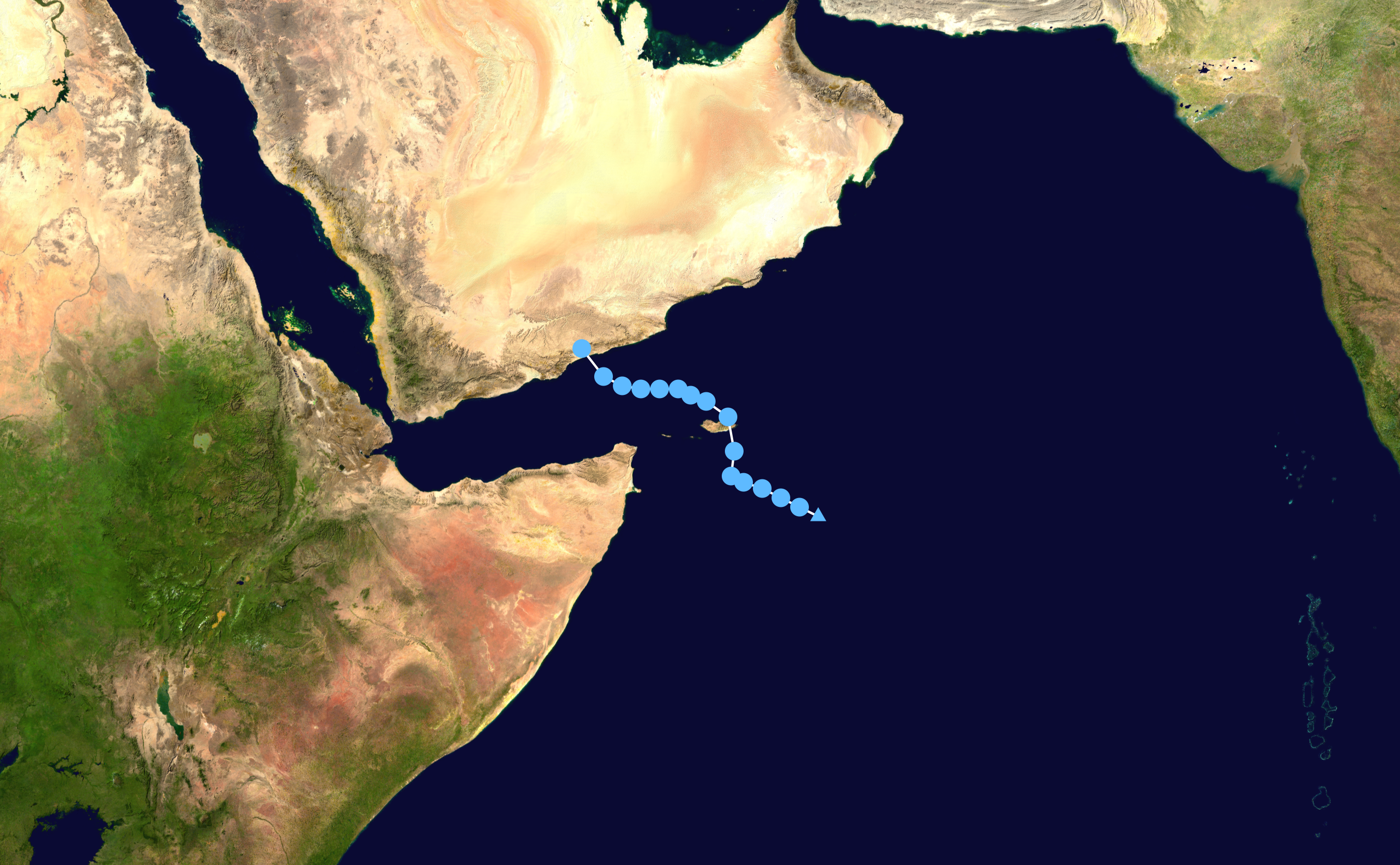
Zugbahn des Systems ARB 02

Dem Hochwasser waren mehrere Tage andauernde Starkregenfälle vorausgegangen, die am 23. Oktober eingesetzt haben, als das Resttief der Deep Depression ARB 02 im Osten des Jemen über Land gelangte.
Das tropische System ARB 02/2008 (vom Joint Typhoon Warning Center als Cyclone 03B bezeichnet) hatte sich am 19. Oktober südöstlich von Salala, Oman zu einer tropischen Depression intensiviert. Am 21. Oktober stufte das Regional Specialized Meteorological Centre das System zu einer Deep Depression hoch. Über dem Golf von Aden verlor das System aufgrund trockener Luft und des Einflusses durch das Festland bei der Passage an der nordöstlichen Küste Somalias entlang seine Kraft und wurde zu einer Depression herabgestuft.

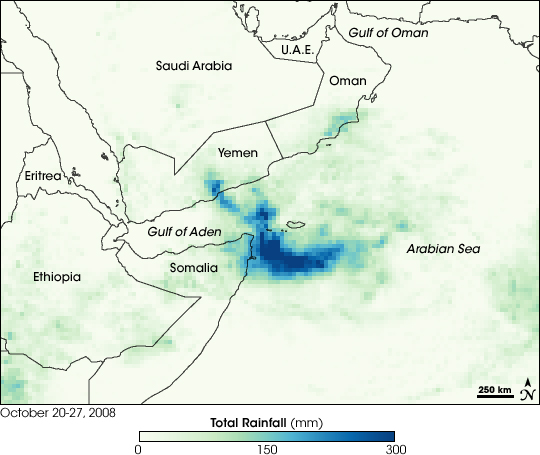
Niederschlagsmengen am Horn von Afrika vom 20. bis 27. Oktober 2008.

Das System schlug einige Haken östlich des Horns von Afrika und nahm dann Kurs auf den Golf von Aden. Es gelangte dann im Osten des Jemen über Land. Das Resttief brachte starke Ansammlungen von Niederschlag über die Küstenregion. Normalerweise fallen hier weniger als 50 mm Regen jährlich. Weitere Regenbänder zogen von Saudi-Arabien und dem südlichen Somalia heran.
Durch das Unwetter wurden etwa 180 Personen getötet, mehr als 20.000 Menschen mussten ihre Dörfer verlassen. Mindestens neun der Opfer in den Gouvernements al-Mahra, Taʿizz und Lahidsch Gewittern starben durch Blitzschlag.
Tausende von Familien flohen aus ihren Häusern alleine im Gouvernement Hadramaut; viele Schulen wurden als Notunterkünfte benutzt, in diesen konnten jedoch nur zehn Prozent der Binnenflüchtlinge untergebracht werden. Nach den Angaben eines jemenitischen Offiziellen wurden mindestens 7000 Personen obdachlos.

## Sachschäden
Die Wassermassen führten zu Schäden an Häusern und Infrastruktur. Landwirtschaftliche Nutzfläche wurden überschwemmt, sodass Nutzpflanzen und eine große Zahl an Vieh und Geflügel als Verluste zu beklagen waren. Elektrizitätsversorgung und Telefonverbindungen wurden unterbrochen und viele Häuser wurden durch die Überschwemmungen beschädigt. In der als UNESCO-Welterbe eingestuften Stadt Schibam weichte das Wasser einige der mittelalterlichen aus Lehm gebauten Häuser so stark auf, dass sie einstürzten. Nach jemenitischen Regierungsangaben wurden insgesamt 3264 Häuser in den am stärksten betroffenen Gouvernements al-Mahra und Hadramaut durch das Flutwasser zerstört oder schwer beschädigt.

## Reaktion

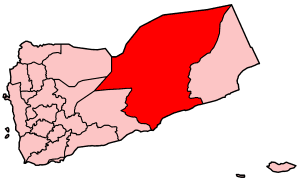
Das Gouvernement Hadramaut war am meisten durch die Regenfälle und Überschwemmungen betroffen.

Die Organisation der Islamischen Konferenz erklärte die Situation zu einer „nationalen Katastrophe“ für den Jemen und leitete die Sammlung von Geldmitteln für die Flutopfer ein. Die Vereinigten Arabischen Emirate äußerten die Absicht, Unterstützung zu gewähren. Die Regierung des Jemen kündigte an, Zelte und andere Materialien zur Nothilfe zur Verfügung zu stellen, die mit Transportflugzeugen von Sanaa aus vor Ort gebracht wurden. Staatspräsident Ali Abdullah Salih ordnete die Bildung einer Kommission an, durch die Hilfsmaßnahmen koordiniert werden sollen. Verschiedene Einwohner der Stadt Schibam erklärten allerdings, dass die Regierung wenig Unterstützung und Hilfen gewähre. „Sie sind weg, und sie werden weder heute noch in 100 Jahren hier auftauchen“, urteilte einer der Betroffenen. Der Nachbarstaat Saudi-Arabien stellte 100 Millionen US-Dollar Katastrophenhilfe zur Verfügung.